# Marc Schalk
Pour les articles homonymes, voir Schalk.
Marc Schalk est un joueur français de volley-ball né le 3 décembre 1973 à Toulon (Var). Il mesure 1,97 m et joue au poste de réceptionneur-attaquant. Il totalise 40 sélections en équipe de France.
Il est marié à Virginie Roure, ex-internationale française et joueuse du Racing Club de Cannes. Ensemble, ils ont deux enfants Matteo et Maeva, également joueurs professionnels de la discipline. 
Il prend part aux Jeux olympiques de 2004 à Athènes où la sélection se classe 9e.

## Clubs
| Club              | De        | À         |
| ----------------- | --------- | --------- |
| Nice Volley-Ball  | 1993-1994 | 1997-1998 |
| AS Cannes         | 1998-1999 | 1999-2000 |
| Knack Roeselare   | 2000-2001 | 2002-2003 |
| AS Cannes         | 2003-2004 | 2005-2006 |
| Montpellier UC    | 2006-2007 | 2007-2008 |
| Tours Volley-Ball | 2008-2009 | 2009-2010 |
| Narbonne Volley   | 2010-2011 | 2011-2012 |

## Palmarès
- Coupe des Coupes (1)
  - Vainqueur : 1999
- Top Teams Cup (1)
  - Vainqueur : 2002
- Championnat de France (2)
  - Vainqueur : 2005, 2010
  - Finaliste : 2004
- Coupe de France (2)
  - Vainqueur : 2009, 2010
  - Finaliste : 2008
- Supercoupe de Belgique (1)
  - Vainqueur : 2001